# Holm (Mirow)
Holm, auch Mirower Holm, ist ein Wohnplatz der Stadt Mirow im Landkreis Mecklenburgische Seenplatte (Mecklenburg-Vorpommern).

## Geographie und Verkehrsanbindung

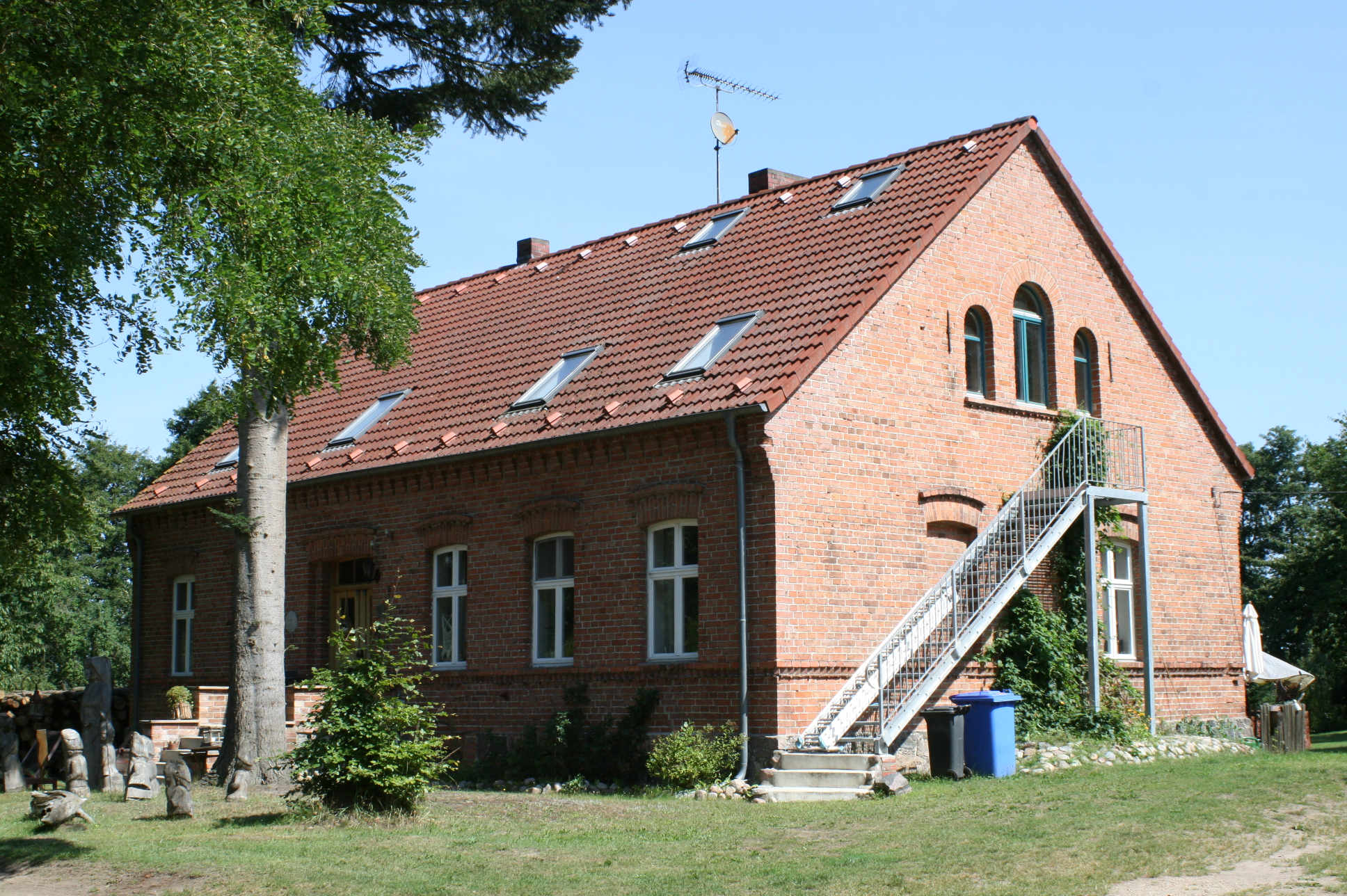
Forsthaus

Holm liegt auf der Halbinsel Mirower Holm im gleichnamigen Naturschutzgebiet an einer Bucht westlich am Zotzensee mitten im Wald. Der Schwarzer See liegt westlich vom Holm, auf der anderen Seite der Halbinsel. Auch der Fehrlingsee ist naheliegend.
Holm liegt abseits der überregionalen Verkehrsanbindungen. Über eine unbefestigte Straße erreicht man nach 3 km Starsow. Ein anderer Weg führt über die Hohe Brücke über die Müritz-Havel-Wasserstraße und dem Wohnplatz Weinberg nach Mirow.

## Sehenswürdigkeiten
In der Liste der Baudenkmale in Mirow ist für Holm ein Baudenkmal aufgeführt:
- Forsthaus